# Strangalia bicolorella
Strangalia bicolorella es una especie de escarabajo longicornio del género Strangalia, categorizada en la tribu Lepturini, de la subfamilia Lepturinae. Fue descrita por Chemsak en 1969.

## Descripción
Mide 16-22 mm de longitud.

## Distribución
Se distribuye por México.